# کوساکا ماسانوبو
کوساکا ماسانوبو (به ژاپنی: 高坂 昌信 Kōsaka Masanobu)، یا کاسوگا توراتسونا؛ (۱۵۲۷ – ۱۲ ژوئن ۱۵۷۸ (۵۱ سال)) بک سامورایی در دوره سنگوکو و یکی از ۲۴ ژنرال تاکدا شینگن بود. در واقع او دهقان زاده‌ای به نام گنسوکی بود و پس از به نمایش گذاشتن شجاعتش به سرعت تبدیل به یک سامورایی با انگیزه و جنگجویی برازنده شد. پس از اعطای درجه دانجونوجو توسط تاکدا شینگن به او نامش به «کوساکا ماسانوبو» تغییر یافت. همچین با مهارتی که در جنگ داشت به فرماندهی قلعه کایزو رسید که در مرز اچیگو واقع شده و از اهمیت بالایی برخوردار بود. در نبردها موفقیت زیادی کسب کرد و به نمونه مثال زدنی از یک جنگجوی تاکدا تبدیل شد.

## رابطه با شینگن
ارتباط بین ماسانوبو و شینگن در سال ۱۵۴۳ به عنوان یک رابطه عاشقانه (شاهدبازی) آغاز شد. این نوع روابط در دوران پیش مدرن در بین سامورایی‌های ژاپن رواج داشت و به عنوان واکاشودو شناخته می‌شود. در سال ۱۵۴۳ میلادی شینگن ۲۲ و ماسانوبو ۱۶ سال داشت. نامهٔ عاشقانه امضا شده توسط این دو، امروزه در بایگانی تاریخی دانشگاه توکیو نگهداری می‌شود، شینگن در این نامه متعهد می‌شود که قصد ورود به یک رابطه جنسی با یک ملازم به خصوص دیگری را ندارد و ادعا می‌کند که از آنجایی که من می‌خواهم با تو صمیمی باشم به تو آزار نخواهم رساند و از خدایان می‌خواهد که ضامن وی باشند.